# Gian Pietro Riva
Graf Gian Pietro Riva CRS (* 18. Oktober 1696 in Lugano; † 19. Dezember 1785 ebenda) war ein Schweizer Schulleiter und Übersetzer.

## Leben
Gian Pietro Riva war der Sohn von Graf Giovanni Battista Riva (* 24. Dezember 1646 in Lugano; † 17. Dezember 1729 ebenda), Ratsherr in Lugano und dessen Ehefrau Lucrezia, Tochter des Giovanni Pietro Morosini. Seine Brüder waren
- Antonio Riva (* 23. Juli in 1678 in Lugano; † 15. Juni 1765 ebenda), Landeshauptmann der Luganeser Milizen;
- Rodolfo Giovanni Riva (* 14. Dezember 1679 in Lugano; † 12. Februar 1763 ebenda), Ratspräsident in Lugano;
- Francesco Saverio Riva (* 30. September 1702 in Lugano; †  27. Juli 1783 ebenda), war ein Kleriker ohne seelsorgerische Aufgaben und verwaltete einen beträchtlichen Teil des Familienvermögens.

Er studierte am Kollegium San Antonio in Lugano, das von den Somaskern geführt wurde und in deren Orden er 1714 aufgenommen wurde; 1719 erfolgte seine Priesterweihe. Später war er als Lehrer am selben Kollegium tätig und lehrte mehrere Jahre Rhetorik. Von da aus wechselte er an die Somasker Kollegien in Pavia und Como, und war schliesslich an der Accademia del Porto, der 1555 gegründeten Accademia degli Ardenti, in Bologna als Rhetorik-Lehrer tätig. Sein Aufenthalt in Bologna beeinflusste nachhaltig seine Persönlichkeit und sein Werk.
1732 kehrte er nach Lugano zurück und wurde Rektor des Kollegiums San Antonio.

## Schriftstellerisches Wirken
Er verfasste zahlreiche Gedichte, die er mit Rosmano Lapiteo, seinem Namen als Arkadier, unterzeichnete.
Er beschäftigte sich auch mit der Versbearbeitung des Volksbuchs Bertoldo, Bertoldino e Cacasenno, das 1736 veröffentlicht wurde und wirkte hierbei mit beachtlichem Erfolg mit.
Im Rahmen von geistlicher Literatur veröffentlichte er eine Gedichtsammlung und übersetzte religiöse und kontemplative Schriften. Seine Übersetzungen des Theseus von Antoine La Fosse, der Iphigenie von Jean Racine und besonders der Komödien von Molière aus dem Französischen, von denen L’avare und Le mariage forcé veröffentlicht wurden, gaben einen wichtigen Anstoss zur Erneuerung des italienischen Theaters im 18. Jahrhundert. Aus religiöser Rücksichtnahme auf seinen Orden, blieben die anderen 22 Übersetzungen von Molières Komödien unveröffentlicht und befinden sich heute in der Kantonsbibliothek Lugano.

## Schriften (Auswahl)
- Nicolas Caussin, Gian Pietro Riva, Jean Balam (Lyon), Jean Molinet (Lyon), Collegio dei Somaschi Lugano (possessore): La Cour sainte ou Institution chrestienne des grands avec les exemples de ceux qui dans les cours ont fleury en sainteté. Jean Balam, Iean Molin, Lyon 1668–1669.
- Canzone nella solenne professione di Suor Marianna Giulia Forti da celebrarsi nel Regio Monistero di Santa Chiara di Pavia. Per Gio. Antonio Ghidini, Pavia 1720.
- Antoine de Lafosse, Gian Pietro Riva: Teseo, tragedia. Nella Stamperia di Clemente Maria Sassi, Bologna 1726.
- Jean Racine; Molière.; Gian Pietro Riva: L’Ifigenia: Tragedia del sig. Racine. L’Arpagone: Comedia e. ’l Matrimonio per forza: Farsa del sig. di Molière. traslatate dal franzese in verso italiano e recitate in Lugano il carnovale dell’anno 1735. Nella Stamperia di Giuseppe Malatesta, Milano 1735.
- Gian Pietro Riva, Giulio Cesare Croce, Adriano Banchieri, Giovanni Andrea Barotti, Giuseppe Maria Crespi: Bertoldo con Bertoldino e Cacasenno in ottava rima: con argomenti, allegorie, annotazioni, et figure in rame. Nella Stamperìa di Leilo dalla Volpe, Bolgona 1736, Textarchiv – Internet Archive.
- I. Bergamo. Presso Pietro Lancellotti, 1760.
- Giuseppe Celestino Astori, Gian Pietro Riva: Poemetti per la professione nell'inclito monistero di Santa Lucia di Bergamo di donna Teresa Felice Sottocasa. Dalle stampe di Francesco Locatelli, Bergamo 1765.